# Henri Vincent
Henri Charpentier, anciennement Alfred Henri Joseph Vincent (Alençon, 3 novembre 1822 - Valframbert, 27 mars 1911) est un officier et explorateur français.

## Biographie
Capitaine et aide camp de Louis Faidherbe, celui-ci le charge en 1859 d'une expédition dans le Sahara occidental (1859). En compagnie de l'interprète Bou El Mogdad, il visite alors, en partant de Dagana (5 mars 1860) la Mauritanie, entre dans l'Adrar, traverse le pays des Trarza, atteint Arguin et explore le désert de Tiris. Il est de retour le 9 juin après un périple de plus de 2 000 km.
Découvreur de la saline de Sebkha d'Idjil, il dresse une carte de Mauritanie, du Kéniéba et de ses mines et rectifie les erreurs de Léopold Panet.
En 1889, il obtient l'autorisation de changer de nom et devient Henri Charpentier.

## Publications
- Voyage d'exploration dans l'Adrar, Revue algérienne et coloniale, vol. 3, 1860
- Extrait d'un voyage exécuté en 1860 dans le Sahara occidental, Bulletin de la Société de géographie, 1861, p. 5
- Voyage dans l'Adrar et retour à Saint-Louis, Le Tour du Monde, 1861, p. 49-64

## Distinctions
- Chevalier de la Légion d'honneur (1859)